# The Way of War - Sentieri di guerra
The Way of War - Sentieri di guerra (The Way of War) è un film del 2009 diretto da John Carter, con protagonisti Cuba Gooding, Jr. e J. K. Simmons.

## Trama
Il Segretario alla Difesa annuncia che un pericoloso terrorista chiamato Asso di Picche, è stato ucciso da tre militari americani che sono morti nell'impresa. In realtà uno di loro è ancora vivo e lo si sta cercando per eliminarlo affinché non venga alla luce un complotto politico.

## Distribuzione
Il film è uscito nelle sale statunitensi il 10 febbraio 2009, mentre in Italia è andato in onda in prima visione su Sky cinema il 3 novembre dello stesso anno.